# Risbecoma acaciarum
Risbecoma acaciarum is een vliesvleugelig insect uit de familie Eurytomidae. De wetenschappelijke naam is voor het eerst geldig gepubliceerd in 1988 door Boucek.